# 原田衛
原田 衛（はらだ まもる、1999年4月15日 - ）は、日本のラグビーユニオン選手。

## 来歴
兵庫県伊丹市出身。伊丹ラグビースクール（兵庫県）で、5歳からラグビーを始めた。
2015年、桐蔭学園高校入学。高校時代に主将を務める。3年時に高校日本代表としてアイルランド遠征で2トライを挙げた。
2018年9月に慶應義塾大学に入学。
大学時代は、ジュニア・ジャパン としてワールドラグビーパシフィックチャレンジ2019に出場。U20日本代表として 2019オセアニアラグビーU20チャンピオンシップに出場した。
2020年、サンウルブズの練習生になる。
2021年、慶應義塾體育會蹴球部の主将に就任。2022年3月卒業。
2022年春、東芝ブレイブルーパス東京に加入。同年4月16日に行われたJAPAN RUGBY LEAGUE ONE2022シーズン第13節ブラックラムズ東京戦にて途中出場で公式戦初出場を果たした。
JAPAN RUGBY LEAGUE ONE2022-23シーズンでは、先発8試合を含む全16試合に出場。
2023年11月、東芝ブレイブルーパス東京のバイスキャプテン（副将）に就任。
JAPAN RUGBY LEAGUE ONE2023-24シーズンでは、第5節を除くリーグ戦全試合とプレーオフ2試合に先発出場。リーチマイケル主将を負傷で欠いたリーグ戦中盤はゲームキャプテンを務め、JAPAN RUGBY LEAGUE ONEを初制覇、チームとして14季ぶりの優勝に貢献した。
2024年5月27日、JAPAN RUGBY LEAGUE ONEベストフィフティーンに選ばれ、表彰された。
2024年6月22日、リポビタンDチャレンジカップ2024 イングランド代表戦にて先発出場し日本代表初キャップを獲得した。9月7日、パシフィックネーションズカップ2024のアメリカ合衆国代表戦では代表初トライを挙げた。
2024年6月29日のマオリ・オールブラックス戦で、JAPAN XVの共同ゲームキャプテン（先発メンバーでのキャプテン）を務める。
2025年6月、東芝ブレイブルーパス東京を退団し、海外挑戦する事が発表された。

## 受賞歴
- 2023-24リーグワンベスト15（HO）